# Joan Ferrandis d'Herèdia
Joan Ferrandis d'Herèdia i Dies de Calataiud (Valencia, 1480 - 1549) fue un poeta y dramaturgo en lengua catalana.
Participó en las luchas contra las Germanías y se convirtió en una figura destacada en la corte de Germana de Foix. Mantuvo relación con poetas y escritores en lengua española como Gil Polo o Luis Millán. Utilizó tanto el catalán como el español para redactar sus poesías. Destaca su Cancionero general de Hernando del Castillo de 1511 así como un recopilatorio de canciones que glosan temas populares del periodo. 
De su obra en lengua castellana se conservan seis poesías, de las cuales tres están escritas con un estilo muy parecido al de Ausiàs March. En 1525 escribió la obra La vesita una farsa teatral escrita en estilo popular y costumbrista. Los personajes utilizan de un modo indistinto el catalán y el español e incluso uno de ellos habla en portugués. La obra fue representada ante la corte de Germana de Foix. En 1562 se publicó a modo póstumo un recopilatorio de sus obras poéticas.